# Креденцијализам и образовна инфлација
Креденцијализам и образовна инфлација представља бројне процесе који укључују повећану потражњу за квалификацијама стеченим у формалном образовању и обезвређивање истих. У Западном друштву, у неким пословима дошло је до повећаних захтева за квалификацијама стечених формалним образовањем и сертификатима, И то је процес који се зове креденцијализам; процес који се не може лако разликовати од професионализације. Овај процес, заправо, води до инфлације акредитације (која се такође назива и акредитацијски понор, академска инфлација или инфлација дипломе), односно процеса инфлације који представља захтеве за минималним акредитацијама потребним за дати посао и симултано обезвређивање дипломе. Ови трендови су такође повезани и са ‘инфлацијом разреда’, односно тенденцијом да се за посао за који је у прошлости било потребно завршити ниже разреде, прогресивно захтева завршен виши разред школе. У земљама Блиског истока, где владари традиционално користе послове јавног сектора као начин да дође до политичког мира међу средњом класом држављана, многи млади студирају на факултетима после којих могу да се запосле у јавном сектору, што их чини неквалификованим за послове приватног сектора.
Постоје занимања која су раније захтевала диплому средње школе, попут грађевинских супервизора, кредитних службеника, службеника осигурања и извршних асистената,  која данас све више захтевају диплому факултета. Неки послови који су пре захтевали диплому факултета, попут директора у савезној влади,  подучавања ученика или водича на историјским локацијама и знаменитостима, сада захтевају мастер диплому. Такође, неки послови који су захтевали мастер диплому, попут позиција млађег научног истраживача и послова предавача, данас захтевају докторску диплому. И на крају, послови који су захтевали само докторску диплому, попут позиција факултетског професора, данас све више захтевају једно или више ангажовања на постдокторским истраживањима. Још један узрок акредитацијског понора је и растуће надметање за послове на вишим позицијама.

## Креденцијализам и професионализација
Креденцијализам је ослањање на формалне квалификације или сертификате приликом одређивања да ли је неко овлашћен да преузме задатак, говори као професионалац  или ради на одређеном пољу. Такође је дефинисано као „ претерано ослањање на акредитације, посебно академске дипломе, приликом запошљавања“. Креденцијализам је такође дефинисан као појава где су услови за радно место надграђени, иако нема промена у потребним вештинама које би учиниле ову промену потребном.
Професионализација је друштвени процес у коме је било које занимање трансформисано у „професију највишег интегритета и компетенције“.
Овај процес укључује успостављање прихватљивих квалификација, надгледање понашања припадника професије од стране професионалне организације или удружења и одређени степен рашчлањења квалификованих од неквалификованих аматера. Ово ствара хијерархијски јаз између стручњака у професијама/занимањима и скромног грађанства."  Ова граница се често назива „затварање занимања”,  пошто то значи да се врата која воде ка том занимању затварају за лаике, аматере и неквалификоване: то је слојевито занимање "одређено професионалном границом и степеном". Сматра се да корени овог процеса сежу још од средњег века, када су се људи борили за искључива права да се баве својим занатима као најамници, и да запосле неплаћене шегрте.

### Развој
Током претходних 60 година у западном свету и у земљама у развоју, дошло је до значајног повећања броја људи који поседују акредитације стечене образовањем, акредитивних тела и повећане употребе образовних акредитација при избору људи за запошљавање.
Психолог Тони Бон је истакао да послодавци имају две категорије у које се грубо могу поделити захтеви за акредитацијама.
1. Ефекат улагања - акредитација показује да је кандидат прошао одређено образовање које га је учинило продуктивнијим
2. Ефекат провере - образовање, и самим тим и акредитације, показује да кандидат има одређене особине које послодавац захтева

Бон наглашава да је ово груба подела и да је вероватно да, донекле, у свакој ситуацији ова два ефекта коегзистирају.
Послодавац може да захтева сертификат, лиценцу или академску диплому за посао који се може обављати вештинама стеченим искуством, кроз неформално учење или не толико детаљно изучавање. Један пример је захтев неких инвестиционих банки да они који се запошљавају имају мастер диплому из економије. Послови који су у прошлости захтевали диплому средње школе (попут особе која је тек почела да гради каријеру као политички аналитичар у влади) данас захтевају диплому основних или мастер студија. Акредитација би била мање значајна када би папири заправо достојно приказивали вештину и очекиване компетенције. Како Тони Бон и Боб Комптон (1990) кажу, с обзиром на то да је читав процес запошљавања окренут предвиђању успеха у будућности, није логично ослонити се само на један параметар (нпр. акредитације стечене образовањем). Резултати једне студије подржавају ову констатацију и показују да је послодавцима искуство бољи показатељ потенцијалног успеха од образовних акредитација. The results of at least one study support this view, and suggest that employers see experience as a better indication of potential work performance than educational credentials.</ref>

### Социјални статус
Термин „Креденцијализам“ се такође односи на прекомерно истицање диплома и сертификата као начина одређивања социјалног статуса. Креденцијализам може довести до креденцијалне инфлације. Дело Креденцијалистичко друштво из 1979. године аутора Рендала Колинса испитује везу између креденцијализма и раслојавања.

## Акредитацијски понор
Акредитацијски понор је процес инфлације минималних захтева приликом запошљавања. Ово се може догодити када организација повиси захтеве за професију, или бити резултат конкуренције међу кандидатима за посао, тако стварајући на неки начин де факто повећање у суштинским прохтевима за ту позицију.
Почетком 20. века, појединац са дипломом средње школе могао је радити као банкар и напредовати до менаџера огранка или чак председника огранка. Међутим, потражња за даљом едукацијом, Индустријска револуција и накнадни талас становништва у САД средином 20. века резултирали су професионалном транспозицијом. Током процеса диплома основних студија заменила је позицију средњошколског образовања и основни захтеви за одређену позицију су порасли. Ова појава се наставила све до краја прошлог века; као последица овог тренда базирана на истим условима ране године 21. века виделе су Мастер диплому како замењује диплому основних студија за добијање неке почетне пословне позиције.
На пример, касних 80их диплома основних студија је била стандардна улазница у професију физикалне терапије. До краја 1990-их година, за ову позицију, очекивало се поседовање мастер дипломе. Данас докторат је постао норма. Напретком глобализације скорије године виде докторску диплому како преузима улогу мастер дипломе- посебно стручних звања. Факултети тренутно пријављују битно повећање интересовања за њихове дипломске програме, са делимичним фокусом на докторсим студијама, јер апликанти разматрају дошколовавање и додавање нових вештина својим радним биографијама које ће им помоћи уколико се економска ситуација поправи. Оно што се некад сматрало специфичним тренингом за академске професије и што је било доступно малом броју лица укључених у истраживачки рад постало је основа за неке улазне позиције. Ова промена присиљава појединце да циљају на напредније дипломе како би били разматрани за неку позицију.
Феномен постепених акредитива/креденцијала/квалификација је резултовао порастом и проширењем програма студија ван оквира постојећих на неким институцијама. Понуда сада укључује појачан број уско стручних програма. Програми за стручно дошколовавање често долазе са врло високом ценом школарине.
Још једна последица акредитацијског понора је пораст времена проведеног у процесу образовања из чега произилази одлагање успостављања каријере.

## Академска инфлација
Академска инфлација или инфлација у образовању је процес инфлације минималних захтева за посао, а истовремено све већи број високообразованих лица. Ово доводи до вишка високообразованих појединаца са нижим дипломама (дипломе основних студија и дипломе сарадника), па чак и виших квалификација (мастер или докторске дипломе) који се боре за премало послова који захтевају ове степене образовања и деваулације степена образовања. Ово стање узрокује интензивирану трку за вишом квалификацијом и образовањем у друштву у којем данас диплома основних студија више није довољна за добијање посла који су раније захтевали двогодишњу или четворогодишњу диплому. Инфлација се појављује почевши од минималних степена образовања као захтева за посао до нивоа захтева мастер дипломе, докторске дипломе и пост докторске, чак и тамо где висок степен знања није апсолутно потребан да би се посао извршио.
Академска инфлација се дешава када универзитетски дипломци конкуришу за посао који нису раније радили дипломци одређеног нивоа, и поседници виших степена образовања настављају да заузимају одређено занимање док на крају не постане бранша позната као „Професија за дипломце“ и позиције „нижих послова“ не повећају своје захтеве. То је ефекат прекомерног образовања.
Институционализовање стручног образовања резултирало је смањеном могућношћу за младе људе да напредују од занатлије до професионалног статуса (пример Инжењера) „учењем на послу“. Академска инфлација наводи послодавце да улажу више вере у сертификате и дипломе додељене на основу процена других људи.
Термин „Академска инфлација“ је популаризован од стране Сир Кен Робинсона у ТED talk под називом „Школа убија креативност“.
Академска инфлација је слична инфлацији хартија од вредности где се за велике ведности новца купује мала количина робе.

## Акредитацијска инфлација или инфлација степена образовања
Се односи на девалвацију образовних или академских акредитација током времена и одговарајуће смањење предности носиоцима одређених степена образовања на тржишту рада. Акредитацијска инфлација је слична инфлацији цена и описује смањивање вредности стечених сертификата и диплома. Акредитацијска инфлација је призната као трајни тренд током прошлог века у западњачком високом образовању, а такође је познато да се појавила и у древној Кини и Јапану и Шпанским универзитетима из 17. века.

### Показатељи
Добар пример Акредитацијске инфлације је пад вредности Америчке средњошколске дипломе од почетка 20. века, када их је поседовало мање од 10% становништва. У то време средњошколске дипломе сведочиле су припадност средњој класи и доста година омгућавале приступ пословима на нивоу Менаџера. Међутим у скорије време средњошколска диплома једва квалификује носиоца за физички и посао који не захтева неке посебне вештине.
Један показатељ Акредитацијске инфлације је релативно смањење разлика у плати између оних са вишим степеном образовања и оних са само средњошколским дипломама. Додатни показатељ је јаз између квалификација које послодавци при објављивању конкурса траже и квалификација оних коју су већ на том радном месту. Студије из 2014. год у САД нашла је да 65% конкурса за послове секретара и асистената извршних директора сада тражи диплому основних студија а само 19% оних који се тренутно налазе на том радном месту поседује тај степен образовања. Послови који су били отворени за носиоце средњошколске дипломе ранијих деценија сада такође рутински захтевају виши степен образовања- без знатног повећања потребних вештина. У неким случајевима, као што су помоћници у IТ сектору, студија је утврдила да постоји мала разлика између захтева за послове за које се тражи диплома факултета и оних за које се не тражи.
Предвидљив резултат акредитацијске инфлације представља преплитање ... и преквалификација.
Претпоставља се да ће 30% дипломираних студената у 2005. години бити принуђено да ради посао за који није потребна диплома. |title=А носиоци Мастер диплома ће завршити као радници у продавници или другим услужним делатностима.

### Узроци
Узроци инфлације су контроверзни, али се генерално сматра да су резултат снажног захтева за образовањем 80их и 90их година заједно са повећаним технолошким приступом високом образовању. Ово је довело до тога да се за послове на почетном нивоу траже дипломе основних студија (или више) , а некада су биле довољне дипломе средње школе. Потенцијални извори акредитацијске инфлације укључују: захтеве послодаваца за степеном образовања, интересовање појединаца или породица, повећани стандарди живота који омогућују додатне године образовања, висока незапосеност која подстиче потребу за конкурентним предностима на тржишту рада и притисци у заједници за звањем.
Конретно, унутрашња динамика акредитацијске инфлације угрожава иницијативе високог образовања широм света јер чини се да Акредитацијска инфлација делује независно од тржишне тражње за квалификацијама. Сама акредитациона тржишта како је описано Теоријом сигнала , користе стечене степене образовања као меру способности у одабиру потенцијалних запослених. То је зато што послодавци узимају здраво за готово да је висок степен образовања у корелацији са већим способностима. (погледати модел сигнализације тржишта Мајкла Спенса)
Иако акредитацијску инфлацију већ годинама увиђају високообразовне институције, јасно решење или консензус како решити проблем још увек нису утврђени или договорени. Од академских институција се генерално очекује да пруже образовање квалификованим кандидатима који желе пријем, а многи економисти и политичари проналазе идеју владине регулативе о приватним праксама запошљавања као велики корак у борби против овог проблема.
Тенденција све више Американаца за стицањем вишег образовања заснива се на идеји да они који немају диплому факултета имају мање шансе да се запосле. Многи критичати високог образовања, с друге стране, жале се да је вишак факултетских дипломаца довео до „Тржишта послодаваца“. Широк спектар занимања увидео је да су се њихови академски услови подигли на следећи ниво, чак и само да би смањили број апликаната које одељења задужена за људске ресурсе морају да размотре.

### Проблеми
Акредитациона инфлација је контроверзна тема. Врло је мало консензуса на тему како или да ли овај тип инфлације утиче на високо образовање, тржиште рада и плате. Нека честа питања о којима се дискутовало у вези са овом темом су:
- Инфлација степена образовања је крива за Увећање школарина и трошкова, мада постојећи подаци углавном не подржавају ову тврдњу [43][44]
- Студенти мотивисани звањем могу бити мање ангажовани од оних који похађају факултет зарад личног оплемењивања [45]
- Девалвација средњошколских диплома [2]
- Опортунитетни трошкови похађања факултета који могу укључити касно почињање са штедњом, мање година на послу (и мање зараде) и одлагање заснивања породице [46]
- Недостатак квалитетних факултета и повећање броја лоших наставника који могу негативно утицати на квалитет образовања [47]
- По мишљењу неких академика Инфлација оцена је у корелацији са инфлацијом степена образовања мада се о тој вези расправља [32]
- Неки оптужују инфлацију степена образовања за девалвацију искуства у раду и претходног запослења, мада већина података показује да дипломе нису толико цењене колико релевантно искуство што је разлог немогућности враћања студентског зајма.[48]

## Инфлација оцена
Инфлација је наклоност давања знатно виших академских оцена за рад који би у прошлости био оцењен нижом оценом. Често се помиње у вези са образовањем у Сједињеним државама и у GCSEs и A нивоу у Енглеској и Велсу. Такође је проблем у Канади и многим другим државама, посебно у Аустралији и Новом Зеланду.

### Проблеми
- Смањује подстрек код студената да бриљирају пошто се њихова изврсност више не рефлектује кроз оцене
- Смањује корективну повратну функцију оцењивања [49]
- Није уједначено између школа. Поставља студенте из строже оцењиваних школа у неправедно лошију позицију, осим ако послодавци не узму уобзир рангирање школа
- Није уједначено међу браншама
- Чини много тежим упоређивање студената који су полагали испите у различито време
- Перспективни послодавци морају се ослонити на неке друге показатеље осим оцена, као што су стажирања и радна искуства, како би се утврдила способност и став дипломаца.[50]

Принстон је 2004 године заузео став против инфлације оцена и јавно објавио политику пројектовану за њено сузбијање. У плану се наводи да највиших оцена мора бити мање од 35% оцена за додипломске студије, а мање од 55% оцена за почетни или виши самостални рад. Стандард којим се евиденција о оцењивању сваког одељења или програма процењује је проценат високих оцена датих у претходне три године.

## Аргументи против постојања инфлације оцена
- Клифор Аделман, виши истраживачки аналитичар у Министарству образовања САД 1995 год прегледао је студентске индексе са више од 3000 универзитета и објавио да су оцене студената мало опале у последњих 20 год.[52]
- У извештају Националног центра за статистику образовања испитано је свих 16,5 милиона студената на Америчким универзитетима у периоду од 1999—2000. године. Студија је закључила да је 28,9% студената углавном добило оцене C или мање, док је само 14,5% добило највише оцене (А). Ови резултати су у складу са оцењивањем на основу нормалне дистрибуције.[53]